# Mystery Jets
Mystery Jets — английская инди-группа, основанная в 2004 году в предместье Лондона Туикнем и состоящая из пяти участников: Блейна Харрисона, его отца Генри, Уильяма Риса, Кая Фиша и Капила Триведи. Они выпустили шесть студийных альбомов; Twenty One 2008 года был включён в десятку лучших альбомов года по версии журнала New Musical Express, а продюсером диска Serotonin выступил Крис Томас.

## История
Первоначально в состав Mystery Jets входили Блейн Харрисон (ударные), его друг Уильям Рис (гитара) и Генри Харрисон (отец Блейна; бас-гитара), который позже стал вторым гитаристом, и к группе присоединились басист Кай Фиш и клавишница Тамара Пирс-Хиггинс. Тогда же они записали эпонимический мини-альбом под руководством Ника Сайкса, продюсера Aswad. Блейн выступил в качестве вокалиста. Вскоре Тамара покинула коллектив, и младшему Харрисону приходилось играть и на клавишных, и на ударных. Роль барабанщика недолгое время брал на себя соседский мальчишка по имени Макс, а также использовалась драм-машина, пока наконец группа не нашла по объявлению на форуме Капила Триведи.
Mystery Jets записали мини-альбом Eel Pie Island, после чего приобрели белый фургон с прицепом и начали гастролировать. Они провели на острове Eel Pie Island серию бесплатных нелегальных вечеринок, привлёкшие толпы людей, но в итоге запрещённые со стороны полиции из-за создаваемого шума. В 2005 году вышел ограниченным тиражом сингл «Zoo Time» на лейбле Transgressive Records, после чего группа подписала контракт с 679 Recordings, издала ещё несколько синглов, попавших в британский хит-парад, и была впервые представлена на телевидении в программе Spanking New Music Week на канале MTV Two. В начале 2006 года Mystery Jets заняли 23-е место в Великобритании с синглом «The Boy Who Ran Away», приняли участие в турне ShockWaves NME Awards Tour и впервые появились в телепередаче Top of the Pops.
Дебютный студийный альбом Making Dens был выпущен в Великобритании 6 марта 2006 года. 18 сентября Mystery Jets дали благотворительный концерт в Лондоне в память о Сиде Барретте, которого группа называет в числе наиболее повлиявших музыкантов. В течение следующего года команда записывала новые песни и давала концерты по всему миру, в том числе в США, где 8 мая на Dim Mak Records вышел диск Zootime, включавший треки из дебютной пластинки, а также из уже изданных синглов и мини-альбомов. Генри Харрисон вскоре прекратил играть на концертах с группой, однако он по-прежнему активно участвует в студийных записях. В конце 2007 года Mystery Jets отправились в короткое клубное турне по Великобритании и выпустили бесплатный рождественский сингл «Flakes».
Второй студийный альбом Twenty One был выпущен 24 марта 2008 года. Его спродюсировал Эрол Алкан, а сведением занимался продюсер Ник Лонэ. Релиз сопровождали синглы «Young Love», записанный при участии Лоры Марлинг, и «Two Doors Down», который занял третье место в списке лучших треков года по версии New Musical Express. Оба сингла попадали в британский хит-парад. 8 июня группа выступила на шотландском музыкальном фестивале RockNess. В том же году Mystery Jets вместе с Джереми Уормсли и Adem записали песню «Grains of Sand» для благотворительного альбома Songs for Survival, выпущенного при поддержке правозащитной организации Survival International.
В январе 2009 года Mystery Jets расторгли контракт с 679 Recordings и перешли на лейбл Rough Trade Records. Они также начали запись нового альбома и продолжали концертную деятельность. 13 июля 2010 года был выпущен альбом Serotonin, спродюсированный Крисом Томасом. В конце августа 2010 года музыканты выступали на фестивале Рединг и Лидс.
В апреле 2012 года, накануне выпуска пятого студийного альбома Radlands, группу покинул бас-гитарист Кай Фиш; в состав Mystery Jets были приняты гитаристы Питер Кокран и Мэтт Парк.

## Состав
- Блейн Харрисон (англ. Blaine Harrison) — вокал, клавишные, гитара, перкуссия, эффекты
- Уильям Рис (англ. William Rees) — гитара, вокал, клавишные, перкуссия
- Капил Триведи (англ. Kapil Trivedi) — ударные
- Генри Харрисон (англ. Henry Harrison) — вокал, гитара, клавишные, перкуссия (не гастролирует с группой)
- Питер Кокран (англ. Peter Cochrane) — бас-гитара (с 2012)
- Мэтт Парк (англ. Matt Park) — стил-гитара (с 2012)
- Джек Фланаган (англ. Jack Flanagan) - гитара, бэк-вокал (с 2015)

### Бывшие участники
- Кай Фиш (англ. Kai Fish) — бас-гитара, бэк-вокал, гитара, клавишные (2004—2012)
- Тамара Пирс-Хиггинс (англ. Tamara Pearce-Higgins) — клавишные (появляется в видеоклипе на «Dreaming of Another World»)

## Дискография

### Альбомы
- Making Dens (6 марта 2006, 679 Recordings)
- Zootime (8 мая 2007, только в США, Dim Mak Recordings)
- Twenty One (24 марта 2008, 679 Recordings)
- Serotonin (5 июля 2010, Rough Trade)
- Radlands (30 апреля 2012, Rough Trade)
- Curve of the Earth (15 Января 2016, EMI)